# Макувский повет
Макувский повет (пол. Powiat makowski) — повет (район) в Польше, входит как административная единица в Мазовецкое воеводство. Центр повета — город Макув-Мазовецки. Занимает площадь 1064,56 км². Население — 46 577 человек (на 2013 год).

## Административное деление
- города: Макув-Мазовецки, Ружан
- городские гмины: Макув-Мазовецки
- городско-сельские гмины: Гмина Ружан
- сельские гмины: Гмина Червонка, Гмина Карнево, Гмина Красносельц, Гмина Млынаже, Гмина Плонявы-Брамура, Гмина Жевне, Гмина Сыпнево, Гмина Шелькув

## Демография
Население повета дано на 2013 год.
| Перепись            | Всего  | Мужчины | Женщины |
| ------------------- | ------ | ------- | ------- |
| Всего               | 46 577 | 23 183  | 23 394  |
| Городское население | 12 848 | 6095    | 6753    |
| Сельское население  | 33 729 | 17 088  | 16 641  |